# 蘇暁康
蘇 暁康（そ ぎょうこう、1949年 - ）は、中国の文学者、作家、記者。「民主中国」雑誌社社長。「河殤」の作者として知られる反体制知識人。出生地は浙江省杭州。祖籍は四川。

## 概要
「河殤」で知られる、80年代中国文学を代表する作家である。八九学生運動に参加し、六四天安門事件の後に指名手配された。アメリカ合衆国に亡命。